# Herbert Krenchel

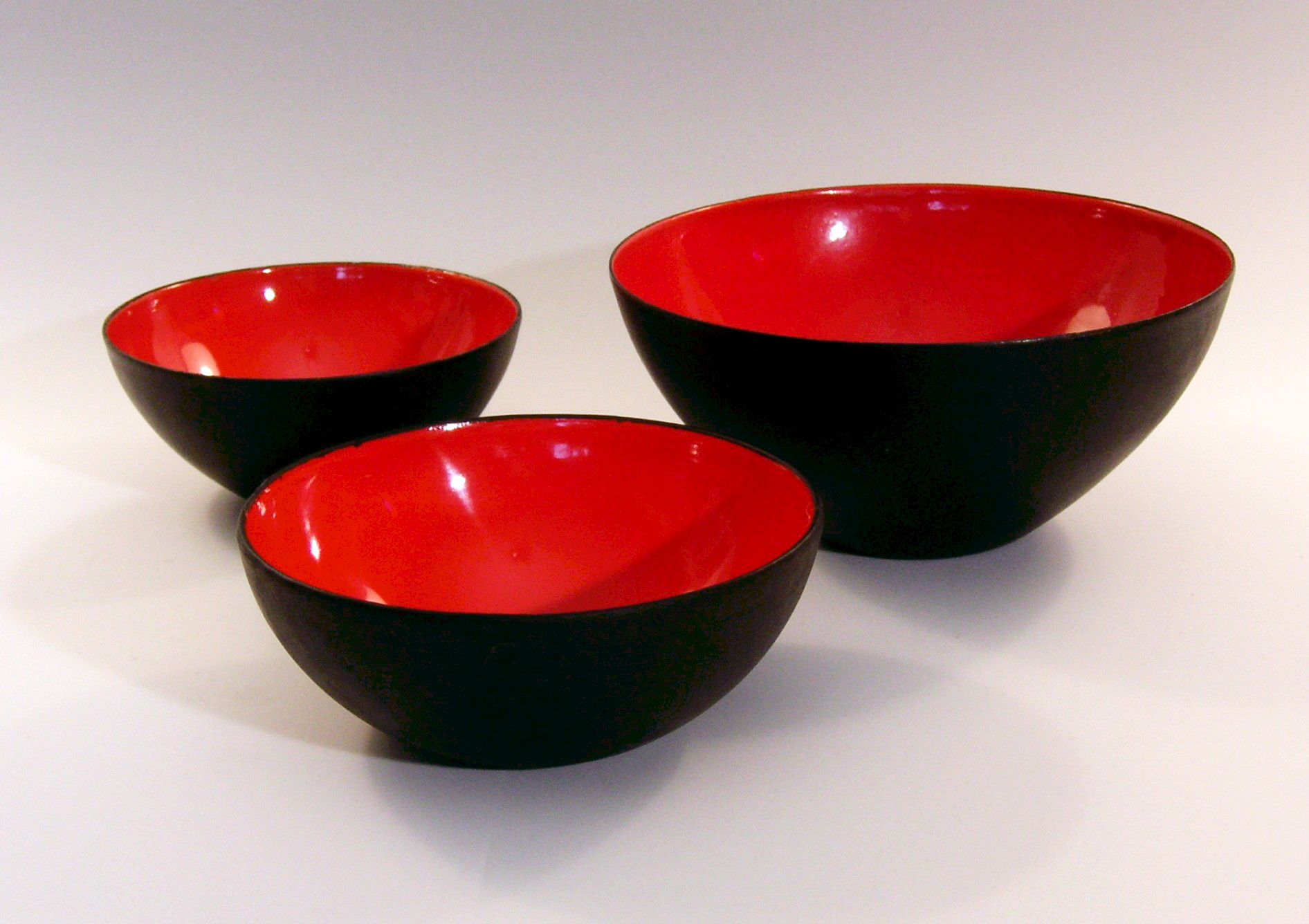
Krenchels Krenit-Schüsseln

Herbert Krenchel (* 16. April 1922 in Frederiksberg; † 28. April 2014 in Hellerup) war ein dänischer Materialforscher und Designer, der hauptsächlich mit seiner Schüsselserie Krenit bekannt wurde.

## Leben
Herbert Krenchel studierte an der Technischen Universität in Kopenhagen zum Diplomingenieur. 1953 eröffnete er ein eigenes Entwurfsbüro.
Im selben Jahr entwarf er die Schüsselserie Krenit für die dänische Firma Torben Ørskov & Co, mit der er 1954 eine Goldmedaille bei der Mailänder Triennale gewann. Die Schüsseln wurden aus millimeterdünnem Blech geformt und außen mit sandgestrahltem schwarzen Faserzement (asbestfreies Eternit) beschichtet; aus diesem Werkstoff und dem Namen des Designers leitet sich der Name Krenit ab. Innen ist eine Emailleschicht in kräftigen Farben aufgebracht. Ursprünglich in rot entworfen wurden schnell weitere Farben eingesetzt: blau, hellblau, mint, grün, limettengrün, rot-orange, gelb, weiß und schwarz. Die Schüsseln waren stilbildend für die industrielle Produktion von Haushaltsartikeln und typisch für das schlichte skandinavische Produktdesign. Heute sind sie begehrte Sammlerobjekte. Mit dem Siegeszug der Kunststoffe wurde die Krenit-Produktion 1966 eingestellt. Seit 2010 ist im Handel eine Neuauflage erhältlich.
In der Mitte der 1950er Jahre entwarf Herbert Krenchel Salatbestecke aus Melamin und Bratpfannen aus emailliertem Stahlblech in verschiedenen Größen, wobei jede Größe ihre eigene Farbe hatte; der Griff aus Bakelit war abnehmbar, sodass man die Pfanne direkt vom Herd auf den Esstisch stellen konnte.
Seit 2008 produziert Normann Copenhagen einen neuen Entwurf Krenchels, "Krenit Melamin", eine Salatschüssel aus Kunststoff in weiß oder schwarz.
Herbert Krenchels Designprodukte zeichneten sich immer durch ihre hohe Qualität aus und sind ein gutes Beispiel für den Slogan der Svenska Slöjdföreningen vakrare vardagsvara (hübscherer Gebrauchsgegenstand).